# 雑草のうた
「雑草のうた」（ざっそうのうた）は、Buono!の通算11枚目のシングル。2011年2月2日発売。発売元はアップフロントワークス（zetimaレーベル）。

## 概要
センターは鈴木愛理。
前作「Our Songs」以来の約1年ぶりの新曲で、アップフロントワークス移籍後初のシングル。

## 収録曲
1. 雑草のうた
（作詞：岩里祐穂、作曲・編曲：井上慎二郎）
2. ラナウェイトレイン
（作詞：岩里祐穂、作曲・編曲：AKIRASTAR）
3. JUICY HE@RT
（作詞：おのりく、作曲：HA、編曲：土肥真生）
BS日テレ『ボウリング革命 P★League』ED曲
4. 雑草のうた(Instrumental)
5. ラナウェイトレイン(Instrumental)
6. JUICY HE@RT(Instrumental)